# Соціальна гра-симулятор
Соціальні ігри-симулятори — піджанр ігор-симуляторів життя, які досліджують соціальні взаємодії між кількома штучними життями. Деякі приклади цього піджанру це серії ігор The Sims і Animal Crossing.

## Історія

### Впливи та походження
Коли The Sims була випущена в 2000 році, її називали «майже єдиною грою в своєму роді». Але є кілька важливих попередників The Sims і жанру соціального симулятора. По-перше, творець гри Вілл Райт визнав вплив Little Computer People, та гри Commodore 64 1985 року. Ігри схожі, хоча The Sims описується як така, що має багатший ігровий досвід. По-друге, Вілл Райт також визнав вплив лялькових будиночків на The Sims, які загалом також вплинули на геймплей цього жанру.
Animal Crossing була випущена в 2001 році для Nintendo 64 в Японії. У той час як гра була випущена наприкінці життєвого циклу Nintendo 64, вона розвинула послідовників, які призвели до її перенесення на GameCube та випуску по всьому світу. Оскільки популярність гри зросла, цю серію також назвали соціальною грою-симулятором. Story of Seasons, серія, яка почалася в 1996 році і яку часто порівнюють з Animal Crossing, також описується як соціальна гра-симулятор. Його елементи соціального симулятора походять від симулятора побачень, піджанру, який бере свій початок з початку 1980-х років, з такими іграми, як Tenshitachi no Gogo у 1985 році та Girl's Garden у 1984 році.
Після початкового успіху цих ігор на початку 2000-х журналісти відеоігор почали називати групу подібних ігор жанром соціальних симуляторів.

### Новітня історія
Кілька інших соціальних ігор-симуляторів з'явилися, щоб скористатися успіхом The Sims. Сюди входять кілька сиквелів і пакетів доповнень, а також ігри на кшталт Singles: Flirt Up Your Life із великою схожістю.

## Типи

### Фермерські симулятори
Фермерський симулятор — це особливий тип соціального симулятора, у якому гравець займається фермою, водночас спілкуючись з іншими жителями міста. Можна встановити прямий зв'язок із ранніми іграми цього жанру, такими як Harvest Moon (1996) і нещодавною Stardew Valley (2016). Інші ігри, як-от серія Rune Factory і Harvestella (2022), додають жанру фентезі, а також є приклади наукової фантастики, такі як Lightyear Frontier. Оновлення 2.0 у Animal Crossing: New Horizons (2020) додало можливість створювати ферму та вирощувати продукти.

## Приклади
- Little Computer People (1985) — від Девіда Крейна, опубліковано Activision.
- Tenshitachi no Gogo (1985) — одна з перших симуляторів побачень, випущена для 16-бітних комп'ютерів NEC PC-9801.[8]
- Alter Ego (1986) — від Activision.
- Серії ігор The Money Game (1988—1989)
  - The Money Game (1988) — соціальний симулятор для Famicon про баланс любові з високими фінансами.
  - Wall Street Kid (1989) — сиквел до The Money Game. (The Money Game II: Kabutochou no Kiseki)
- Jones in the Fast Lane (1990) — від Sierra Entertainment.
- My Life My Love: Boku no Yume: Watashi no Negai (1991) — відеогра для систем Famicom.
- Серії ігор Princess Maker (1991—2007) — від Gainax
  - Princess Maker (1991) — симулятор виховання, де гравець повинен виховувати прийомну дочку, поки вона не досягне повноліття. Кінцевий результат варіюється від правлячої королеви до звичайної домогосподарки та навіть повії, якщо гравець за нею погано доглядає.
  - Princess Maker 2 (1993).
  - Princess Maker: Legend of Another World (1995).
  - Princess Maker 3: Fairy Tales Come True (1997).
  - Princess Maker 4 (2006)— від GeneX.
  - Princess Maker 5 (2007).
- Серія ігор Tokimeki Memorial (1994—2014) — 6 основних ігор і велика кількість спінофів.
- True Love (1995) — японський еротичний симулятор знайомств і загальний симулятор життя, де гравець повинен керувати повсякденною діяльністю гравця, такою як навчання, фізичні вправи та робота.
- Серія ігор Persona (1996—2024) — 6 основних ігор і декілька спінофів, хоча перші 3 ігри не дуже підкреслюють цей аспект.
- Серія ігор Story of Seasons (1996—2016) — від Marvelous Entertainment, фермерський симулятор, рольові ігри, і симулятор побачень разом.
- Серія ігор Shenmue (1999—2019).[15]
- Серія ігор The Sims (2000—2014)
  - The Sims (2000) — від Вілла Райта, опубліковано EA для PC.
  - The Sims 2 (2004).
  - The Sims 3 (2009).
  - The Sims 4 (2014).
- Серія ігор Animal Crossing (2001—2020) — соціальний симулятор від Nintendo. Компанія також назвала її «комунікаційною грою», як Cubivore, Doshin the Giant і GiFTPiA.[16]
- Real Lives (2001) — навчальний симулятор життя від Educational Simulations, де гравець випадково «народжується» у світі та часто має мати справу з труднощами третього світу, такими як хвороби, недоїдання та громадянська війна.
- Серія ігор Singles (2003—2005)
  - Singles: Flirt Up Your Life (2003).
  - Singles 2: Triple Trouble (2005).
- Democracy (2005) — урядовий симулятор, який вперше був розроблений Positech Games, з продовженням, випущеним у грудні 2007 року, і третьою грою в 2013 році.
- Eccky (2005) — від Media Republic.
- Façade (2005) — інтерактивна історія на основі штучного інтелекту, створена Майклом Матеасом та Ендрю Стерном.
- Серія ігор Nights (2005—2008)
  - New York Nights: Success in the City (2005) — соціальний симулятор, створений і розроблений Gameloft, випущений для мобільних телефонів.
  - Miami Nights: Singles in the City (2006).
  - Tokyo City Nights (2008).
- Серія ігор The Idolmaster (2005—2024) — симулятор виховання ідола від Namco.
- Kudos (2006) — від Positech Games. Також є сиквел 2008 року, Kudos 2.
- Серія ігор Virtual Villagers (2006—2010) — від Last Day of Work.
- Серія ігор Tomodachi (2009—2013) — від Nintendo
  - Tomodachi Collection (2009).
  - Tomodachi Life (2013).
- Castaway Paradise (2014).
- Stardew Valley (2016).
- Disney Dreamlight Valley (2023) — пригодницька гра і соціальний симулятор, розроблена Gameloft.